# Stefan Hirczy
Stefan Hirczy (* 7. Dezember 1988) ist ein ehemaliger österreichischer Fußballspieler und nunmehriger -trainer.

## Karriere

### Als Spieler
Hirczy begann seine Karriere beim ESV Florio. Im September 2004 wechselte er zum Floridsdorfer AC. Im September 2006 wechselte er zum FS Elektra, bei dem er auch erstmals in der fünftklassigen Oberliga spielte. Zur Saison 2008/09 wechselte er zum 1. SC Großfeld. Für Großfeld kam er in jener Spielzeit zu 21 Einsätzen in der fünfthöchsten Spielklasse, in denen er elf Tore machte. Zur Saison 2009/10 schloss er sich dem ebenfalls fünftklassigen SC Team Wiener Linien an. Für den SC TWL kam er in einem halben Jahr sechsmal zum Einsatz. Im Jänner 2010 kehrte er wieder zu Großfeld zurück. In weiteren eineinhalb Jahren beim Klub kam er zu 29 Einsätzen in der Oberliga, in denen er diesmal zehn Treffer machte. Nach der Saison 2010/11 beendete er seine Karriere als Aktiver im Alter von 22 Jahren, nachdem er zwei Kreuzbandrisse erlitten hatte.

### Als Trainer
Nach seinem Karriereende wurde Hirczy zur Saison 2012/13 Co-Trainer beim fünftklassigen Hellas Kagran, zudem fungierte er als Cheftrainer der Reserve Kagrans. Zur Saison 2013/14 wechselte er zum niederösterreichischen Fünftligisten SC Wolkersdorf, bei dem er ebenfalls als Co-Trainer fungierte. Im März 2015 übernahm er als Cheftrainer den sechstklassigen SV Gablitz. Zur Saison 2015/16 kehrte er wieder nach Wolkersdorf zurück, diesmal als Cheftrainer. Die Saison 2015/16 beendete er mit Wolkersdorf als Neunter in der 2. Landesliga Ost. Nachdem Wolkersdorf in der Saison 2016/17 nach zwölf Spieltagen nur einen Sieg zu Buche stehen hatte und sich auf dem letzten Rang befunden hatte, trennte sich der Verein im November 2016 von Hirczy.
In weiterer Folge trainierte er ab der Saison 2017/18 diverse Nachwuchsmannschaften im niederösterreichischen Fußballverband. Zur Saison 2021/22 wurde er Trainer des Zweitligisten FC Juniors OÖ. Im November 2021 trennten sich die Juniors von Hirczy; die Oberösterreicher hatten in 13 Spielen unter seiner Führung nur einen Sieg geholt und befanden sich dadurch auf einem Abstiegsplatz.
Im September 2022 wurde er Co-Trainer von Mitja Mörec beim Floridsdorfer AC.